# Бахш (страва)
Бахш, плов бахш (бух. Бахш / Бахш палав / Ошпалави бахш; тадж. Бахш палав / Ошпалави бахш; узб. Baxsh palovi) — страва середньоазійської та зокрема кухні бухарських (середньоазійських, самаркандських) євреїв, різновид плову, традиційний плов у бухарських євреїв. Основна відмінність плову бахш від інших видів плову полягає у відсутності серед інгредієнтів моркви та присутності в ньому зелені (особливо кінзи), через що бахш також називають зеленим пловом. У бахша є два різновиди: один готується в казані, а інший — у мішечку.

## Приготування
Промитий у проточній воді рис заливають теплою водою, підсолюють та залишають постояти. М'ясо (використовується яловичина або баранина) нарізають тонкими шматочками, а потім на дрібні шматочки розміром з пару рисових зерен.
Яловичу (зазвичай) печінку бланшують в киплячій воді та ріжуть як м'ясо. Дрібно нарізають цибулю. У розігрітому казані прогрівають бавовняну олію, потім туди кидають м'ясо, яке потрібно обсмажити до побіління, але не до зарум'янювання. Постійно помішуючи, туди ж кладуть печінку, а потім курдюк. Після цього в казан кладуть зелень, майже відразу після цього заливають окропом, додають чорний (іноді червоний) перець і трохи солі; казан залишають для протушування приблизно на півгодини. Після того як бульйон протушився, знову додається сіль та промитий рис з бавовняною олією і цибулею, через шумовку знову заливається окропом. Далі весь вміст казана перемішують, розрівнюють, накривають кришкою та залишають відпочити.
Готовий плов подають в тарілках, їдять з коржами та запивають гарячим зеленим чаєм. У літню пору бахш подають з салатом з помідорів, огірків та цибулі з зеленню. Серед різновидів бахша — «бахш у мішечку»: м'ясо, печінку і зелень варять в мішечку, а потім кладуть у казан, після чого зверху додають рис. Бахш у мішечках вважається у бухарських євреїв святковою стравою.

## Поширення
Бахш поширений переважно з-поміж бухарських євреїв. До сих пір його готують майже в кожній родині бухарських євреїв не тільки як святкова страва, а й як повсякденне. У середовищі таджиків та узбеків вище вказана страва менш поширена, оскільки в останніх є і без того безліч видів плову. Бахш входить в меню багатьох ресторанів таджицької та узбецької кухні в Ізраїлі та США.
Особливості приготування бахшу пов'язані з використанням в ньому печінки — кровотворного органу, що створює додаткові труднощі для використання її в єврейській кухні. Вимоги кошерності припускають видалення всієї крові, тому замість короткого бланшування в єврейських рецептах використовується тривале обсмажування. Через це печінка стає сухою, що в свою чергу обумовлює використання великої кількості курдючного жиру. Але нерелігійні євреї замість обсмажування печінки бланшують її.